# Борисцевское сельское поселение
Бори́сцевское се́льское поселе́ние — муниципальное образование в составе Торжокского района Тверской области. На территории поселения находится 14 населенных пунктов.
Центр поселения — деревня Борисцево.
Образовано в 2005 году, включило в себя территорию Борисцевского сельского округа.

## Географические данные
- Общая площадь: 81,3 км²
- Нахождение: центральная часть Торжокского района, к югу от города Торжка
  - Граничит:
    - на севере — с Большесвятцовским СП и городским округом город Торжок
    - на востоке — с Грузинским СП
    - на юге — с Пироговским СП
    - на юго-западе — с Сукромленским СП
    - на западе — с Масловским СП
    - на северо-западе — с Никольским СП.

По территории поселения проходят железные дороги от Торжка на Ржев и Соблаго, и автодороги «Торжок — Осташков», «Торжок—Старица» и «Торжок—Страшевичи—Луковниково».

## Население
По переписи 2002 года — 1286 человек, на 01.01.2008 — 1345 человек.

Национальный состав: русские.

## Населенные пункты
На территории поселения находятся следующие населённые пункты:

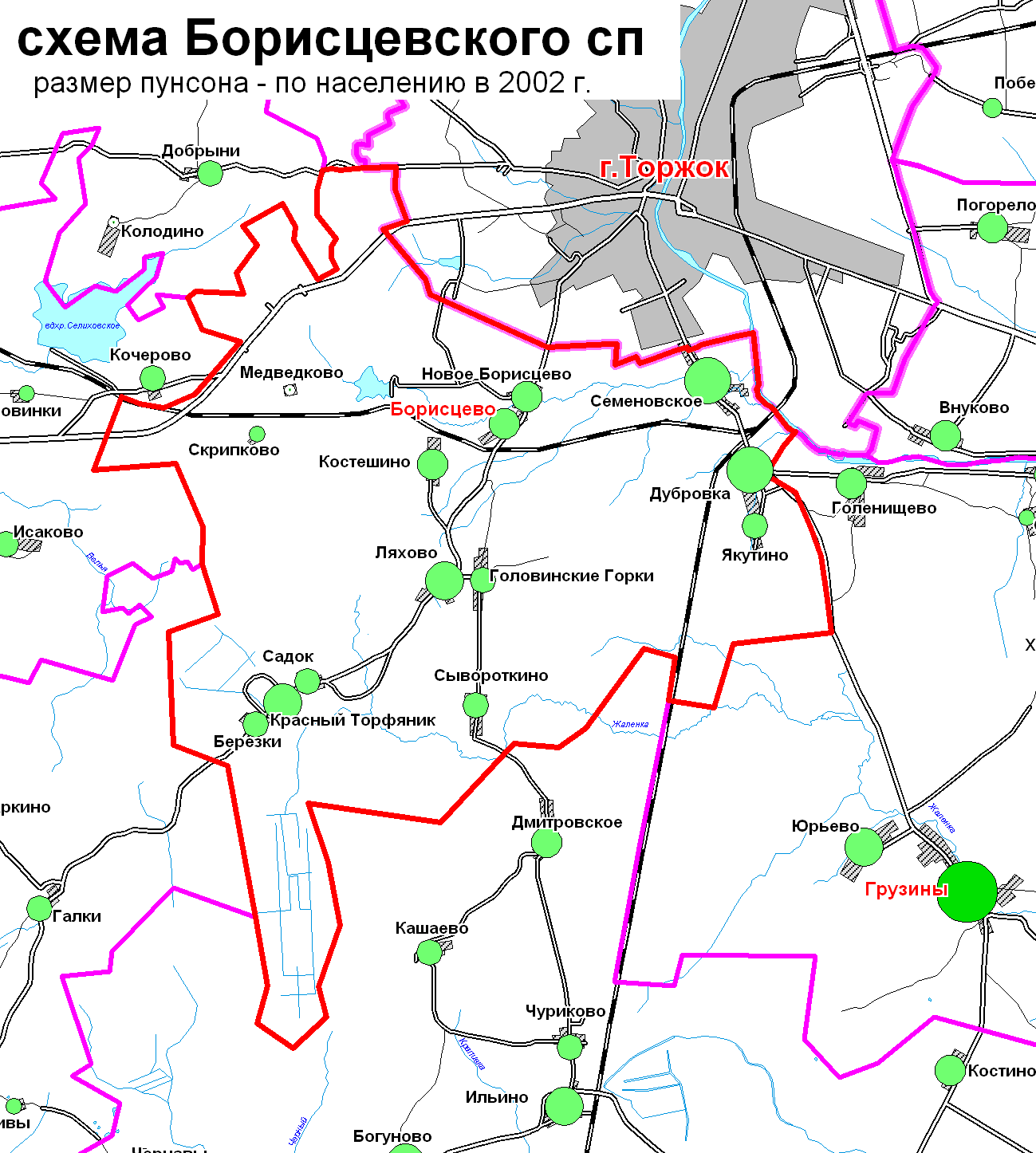
Схема Борисцевского сп

| Тип  | Название          | Население | Население | Население |
| Тип  | Название          | 1996      | 2002      | 2008      |
| ---- | ----------------- | --------- | --------- | --------- |
| дер. | Борисцево         | 114       | 83        | 93        |
| дер. | Березки           | 17        | 30        | 36        |
| дер. | Головинские Горки | 42        | 40        | 38        |
| дер. | Дубровка          | 278       | 293       | 289       |
| дер. | Костешино         | 63        | 56        | 70        |
| пос. | Красный Торфяник  | 183       | 140       | 153       |
| дер. | Ляхово            | 73        | 108       | 111       |
| дер. | Медведково        | 0         | 0         | 0         |
| пос. | Новое Борисцево   | 56        | 53        | 57        |
| пос. | Садок             | 30        | 31        | 31        |
| дер. | Семёновское       | 324       | 382       | 387       |
| пос. | Скрипково         | 2         | 2         | 1         |
| дер. | Сывороткино       | 22        | 18        | 27        |
| дер. | Якутино           | 35        | 50        | 52        |

## История
В XI—XIV вв. территория поселения относилась к Новгородской земле и составляла часть «городовой волости» города Торжка (Нового Торга).

В XV веке присоединена к Великому княжеству Московскому.
- После реформ Петра I территория поселения входила:
  - в 1708—1727 гг. в Санкт-Петербургскую (Ингерманляндскую 1708—1710 гг.) губернию, Тверскую провинцию,
  - в 1727—1775 гг. в Новгородскую губернию, Тверскую провинцию,
  - в 1775—1796 гг. в Тверское наместничество, Новоторжский уезд,
  - в 1796—1929 гг. в Тверскую губернию, Новоторжский уезд,
  - в 1929—1935 гг. в Московскую область, Новоторжский район,
  - в 1935—1963 гг. в Калининскую область, Новоторжский район,
  - в 1963—1990 гг. в Калининскую область, Торжокский район,
  - с 1990 в Тверскую область, Торжокский район.